# Kondracka Kopka
Die Kondracka Kopka ist ein Berg an der polnisch-slowakischen Grenze in der Westtatra mit 1770 Metern Höhe im Massiv des Giewont. Er sollte nicht mit dem höheren Gipfel auf dem Hauptkamm der Tatra, der Kopa Kondracka, verwechselt werden.

## Lage und Umgebung
Die Staatsgrenze verläuft über den Hauptgrat der Tatra. Die Kondracka Kopka befindet sich nördlich des Hauptkamms. Nördlich des Gipfels liegt das Tal Dolina Bystrej, konkret sein Hängetal Dolina Kondratowa, und dem Tal Dolina Małej Łąki, konkret seinem Hängetal Wyżnia Świstówka Małołącka.

## Tourismus
Die Kondracka Kopka ist bei Wanderern beliebt.

### Routen zum Gipfel
Der Wanderweg auf die Kondracka Kopka führt von Zakopane.
- ▬ Der blau markierte Kammweg führt vom Zakopaner Stadtteil Kuźnice über den Gipfel weiter auf den Giewont.

Als Ausgangspunkt für eine Besteigung aus den Tälern eignen sich die Ornak-Hütte, Kondratowa-Hütte und die Chochołowska-Hütte.

## Belege
- Zofia Radwańska-Paryska, Witold Henryk Paryski, Wielka encyklopedia tatrzańska, Poronin, Wyd. Górskie, 2004, ISBN 83-7104-009-1.
- Tatry Wysokie słowackie i polskie. Mapa turystyczna 1:25.000, Warszawa, 2005/06, Polkart, ISBN 83-87873-26-8.